# 小山内健
小山内 健（おさない けん、1996年9月22日 - ）は、ジャパンラグビーリーグワン日野レッドドルフィンズに所属するラグビー選手。

## プロフィール
- 東京都出身[1]。
- ポジションはプロップ(PR)。
- 身長 177 cm、体重 110 kg

## 略歴
昌平高校、東洋大学を経て、2020年、日野レッドドルフィンズに加入。
2024年2月11日に行われたJAPAN RUGBY LEAGUE ONE第3節マツダスカイアクティブズ広島戦にて途中出場でリーグワン公式戦初出場を果たした。